# Sjællandske Krønike
Sjællandske Krønike, eller Chronica Sialandie, er en fælles betegnelse for to forskellige årbøger: Ældre Sjællandske Krønike (1028-1307) og Yngre Sjællandske Krønike (1308-1363). Krøniken beskriver primært de politiske forhold år for år i Danmark, og den går især i detaljer med kongerne Erik Menved, Christoffer II og Valdemar Atterdags regeringstider. Den har ydermere et særligt særligt fokus på Sjælland, ligesom Jyske Krønike med Jylland.

## Ældre Sjællandske Krønike
Som udgangspunkt vurderes årbøger som mindre tendentiøse end krønike og historiefremstillinger fra samtiden. Det skyldes at beskrivelserne ikke i ligeså høj grad er en beretning, og dermed ikke en bestemt manipuleret fremstilling af fortiden.
Ældre Sjællandske Krønike er lakonisk i sin stil. Den beskriver punktvist hændelserne for hvert å, og den er fyldt med korte bemærkninger og tilføjelser fra senere tider. Dog er Ældre Sjællandske Krønike knap så brugbar, da det kan ses at den bygger på andre velkendte kilder såsom Saxos Gesta Danorum og Adam af Bremens Krønike. Endvidere er den fyldt med små misforståelser og fejl. F.eks. står der at Erik Klipping myrdes i Finderup 1287, mens han i virkeligheden døde 1286. Et andet eksempel er Knud Lavards mord, der dateres til 1130, fremfor 1131.
Der står også at Valdemar Sejr mistede sit øje i Slaget ved Bornhøved 1227, men dette er sandsynligvis en fejllæsning af Lundårbogen, hvor der står at kongen mistede sejren. Men i minuskler har ordet for sejr "victoriam" lignet "oculum" (øje) meget, og derved står der både i Ældre Sjællandske Krønike og Jyske Krønike at kongen mistede sit øje under slaget.
Krøniken benyttes altså i mindre grad af historikere, da den blot bygger på andre kendte kilder med en række misforståelser, og er præget af redigeringer og senere bemærkninger. Men den giver dog et indblik i forståelsen af fortidens begivenheder, set fra en gejstlig fra 1300-tallet. Man mener at skribenten, eller skribenterne, har været tilknyttet Sorø, da der er flere beskrivelser af klosteret og nærområdet.
Den blev allerede udgivet i 1695.

## Yngre Sjællandske Krønike
Yngre Krønike har flere fortællende kommentarer til begivenhederne og en mere overskuelig tidsgrænse - kun 55 år, fra 1308 til 1363. Krøniken benyttes mere af historikere end Ældre Sjællandske Krønike. 
Man kan se at den har en forbindelse til andre årbøger i beskrivelsen af de første årtier af 1300-tallet, men den sidste del af krøniken indeholder mange oplysninger, som man ikke kan bekræfte fra andre kilder. Det er måske en anden forfatter, der har taget over i sidste halvdel, og måske én der kendte Valdemar Atterdag personligt, da dennes politiske beslutninger nedskrives i detaljer. Endvidere er disse beskrivelser nok blevet til i en senere tid.
Det er ikke muligt at se om der har været tilføjelser eller forskellige skrivehænder i de bevaret afskrifter. Men skribenten, eller skribenterne, har uden tvivl været gejstlige, og fra Sjælland, da de udviser stort kendskab til sjællandske forhold og topografi.
Nogle historikere har argumenteret for at der er tale om en gejstlig tilknyttet klosteret i Sorø, men Rikke Agnete Olsen peger på Mogens Jensen fra Grubbe-slægten som en mulighed. Han var kannik i Roskilde og Århus, men kom af en god sjællandsk slægt.
Ligesom Jyske Krønike, er Sjællandske Krønike præget af en lokal patriotisme, og kritiserer bl.a. jyderne for deres "gamle stivsind".
Emner
Yngre Sjællandske Krønike fortjener ordet krønike mere end Ældre Sjællandske Krønike, da den beretter historien om Danmark og Sjæland med engagement og livlighed. Den beskæftiger sig navnlig med politik og krig, og følger kongen rundt i riget og landene. Især Valdemar Atterdags tilbageerobring af Danmark følges i høj detaljegrad.
Men den beskriver også begivenheder af samfundsmæssig, klimatisk og kulturel interesse.
Bondeoprør i 1313 og 1328 nævnes, og forfatteren skriver at jyderne tynges med mange skatter, og at folket udpines. Den lille istids komme ses også ved årbogens meddelelser om at bælterne fryses til i 1323, at misvækst og tørke rammer landbefolkningen i 1311 og at voldsom storm og endda jordskælv overgår landet i 1349. Mindre kulturelle begivenheder såsom en bugtalers møde med bønder i Vallensbæk i 1357 nævnes.
Mindre berømte politiske beslutninger af Valdemar Atterdag fortælles der også om. Han skulle have lavet net til bønderne, så de kunne fange ulve i 1357 og have forsøgt at bygge møller udover hele landet i samme år.
Generelt fremstår 1300-tallet som en nedgangstid med forværrede klimaforhold, politisk sammenbrud, pestudbrud og dommedagsprofetier, såsom Miletus af Toledos skrift om Jordens snarlige undergang, som står nedskrevet i årbogen fra år 1357.